# Rășcani (Dănești), Vaslui
Rășcani este un sat în comuna Dănești din județul Vaslui, Moldova, România.
 Acest articol despre o localitate din județul Vaslui este deocamdată un ciot. Puteți ajuta Wikipedia prin completarea lui.